# Tessa Grubbs
Tessa Ann Grubbs (10 agosto 1998) è una pallavolista statunitense, opposto della LOVB Atlanta.

## Carriera

### Club
La carriera di Tessa Grubbs inizia nei tornei scolastici della Carolina del Sud, giocando per la Fort Mill HS. In seguito gioca a livello universitario con la Tennessee, con cui è di scena in NCAA Division I dal 2016 al 2019.
Nel febbraio 2020 viene ingaggiata dalle slovene del Branik, con cui inizia la sua carriera da professionista in 1. DOL fino alla cancellazione del torneo a causa della pandemia di COVID-19 in Slovenia. Nella stagione 2020-21 approda in Francia, dove è di scena in Ligue A con il Mougins: resta nella massima divisione transalpina anche nella stagione seguente, ma trasferendosi al Nantes, dove resta per due annate. 
Nel campionato 2022-23 approda nella Lega Nazionale A svizzera, ingaggiata dal Neuchâtel, con il quale conquista due scudetti (insignita del premio di MVP nel 2022-23), due coppe nazionale e due edizioni della Supercoppa svizzera, premiata come miglior giocatrice dell'edizione 2022. Torna poi in patria per disputare la League One Volleyball 2025 con la LOVB Atlanta.

## Palmarès

### Club
- Campionato svizzero: 2

2022-23, 2023-24
- Coppa di Svizzera: 2

2022-23, 2023-24
- Supercoppa svizzera: 2

2022, 2023

### Premi individuali
- 2022 - Supercoppa svizzera: MVP
- 2023 - Lega Nazionale A: MVP